# Elizabeth Bogush
Elizabeth Bogush (Perth Amboy, 24 settembre 1977) è un'attrice statunitense.

## Filmografia parziale

### Cinema
- Eastside, regia di Lorena David (1999)
- Tweek City, regia di Eric G. Johnson (2005)
- Jam, regia di Craig E. Serling (2006)
- Acting Like Adults, regia di Kyle Laursen e Eric F. Martin (2012)

### Televisione
- Beverly Hills 90210 (Beverly Hills, 90210) – serie TV, 3 episodi (1999)
- Undressed – serie TV, 4 episodi (2000)
- Felicity – serie TV, 2 episodi (2000)
- Seven Days – serie TV, 1 episodio (2001)
- Titans – serie TV, 14 episodi (2000-2001)
- The Mountain – serie TV, 12 episodi (2004-2005)
- How I Met Your Mother – serie TV, 1 episodio (2005)
- October Road – serie TV, 12 episodi (2007-2008)
- Gemini Division – serie TV, 4 episodi (2008)
- Scrubs - Medici ai primi ferri (Scrubs) – serie TV, 4 episodi (2002-2009)
- The Forgotten – serie TV, 3 episodi (2009-2010)
- Marry Me – serie TV, 2 episodi (2010)
- Grey's Anatomy – serie TV, 1 episodio (2011)
- CSI - Scena del crimine (CSI: Crime Scene Investigation) – serie TV, 1 episodio (2012)
- Due uomini e mezzo (Two and a Half Men) – serie TV, 1 episodio (2013)
- The Mentalist – serie TV, 1 episodio (2013)
- Masters of Sex – serie TV, 3 episodi (2013-2014)
- NCIS: Los Angeles – serie TV, 15 episodi (2014-2022)
- The Messengers – serie TV, 3 episodi (2015)
- Febbre d'amore (The Young and the Restless) – serie TV, 34 episodi (2015-2016)
- Memorie infrante (Last Night) – film TV (2018)
- The Blacklist – serie TV, 6 episodi (2019-2020)

## Doppiatrici italiane
Nelle versioni in italiano delle opere in cui ha recitato, Elizabeth Bogush è stata doppiata da:
- Francesca Guadagno in Titans
- Gilberta Crispino in Due uomini e mezzo
- Michela Alborghetti in Grey's Anatomy
- Emanuela D'Amico in The Mentalist
- Sabrina Duranti in NCIS: Los Angeles
- Daniela Calò in Criminal Minds
- Eleonora De Angelis in The Blacklist